# David Serrano
David Serrano Vílchez (* 11. Oktober 1968 in Granada) ist ein spanischer Badmintonspieler.

## Karriere
David Serrano gewann 1988 die Gibraltar International. 1990 siegte er erstmals bei den nationalen Titelkämpfen in seiner Heimat Spanien. 12 weitere Titel folgten bis 1996. 1992 nahm er an Olympia teil und wurde 33. im Herreneinzel.

## Sportliche Erfolge
| Saison | Veranstaltung                  | Disziplin    | Platz | Name                              |
| ------ | ------------------------------ | ------------ | ----- | --------------------------------- |
| 1988   | Gibraltar International        | Herreneinzel | 1     | David Serrano                     |
| 1990   | Spanien: Einzelmeisterschaften | Herreneinzel | 1     | David Serrano                     |
| 1990   | Spanien: Einzelmeisterschaften | Mixed        | 1     | David Serrano / Cristina Gonzalez |
| 1991   | Spanien: Einzelmeisterschaften | Herreneinzel | 1     | David Serrano                     |
| 1991   | Spanien: Einzelmeisterschaften | Mixed        | 1     | David Serrano / Esther Sanz       |
| 1992   | Spanien: Einzelmeisterschaften | Herreneinzel | 1     | David Serrano                     |
| 1992   | Spanien: Einzelmeisterschaften | Mixed        | 1     | David Serrano / Esther Sanz       |
| 1992   | Olympia                        | Herreneinzel | 33    | David Serrano                     |
| 1993   | Spanien: Einzelmeisterschaften | Mixed        | 1     | David Serrano / Esther Sanz       |
| 1993   | Spanien: Einzelmeisterschaften | Herreneinzel | 1     | David Serrano                     |
| 1994   | Spanien: Einzelmeisterschaften | Mixed        | 1     | David Serrano / Esther Sanz       |
| 1994   | Spanien: Einzelmeisterschaften | Herreneinzel | 1     | David Serrano                     |
| 1995   | Spanien: Einzelmeisterschaften | Herreneinzel | 1     | David Serrano                     |
| 1996   | Spanien: Einzelmeisterschaften | Herreneinzel | 1     | David Serrano                     |
| 1996   | Spanien: Einzelmeisterschaften | Mixed        | 1     | David Serrano / Esther Sanz       |